# Carl Franz von Ballestrem
Graf Carl Franz von Ballestrem (* 5. Mai 1750 in Woischnik; † 14. August 1822 in Plawniowitz) war Majoratsbesitzer und Unternehmer der Montanindustrie in Oberschlesien.

## Leben
Er war Sohn von Giovanni Battista Angelo Graf Ballestrem. Dieser stammte aus Savoyen, trat in den preußischen Militärdienst ein und erwarb mehrere Besitzungen. Die Mutter war Elisabeth Auguste Freiin von Stechow. Er selbst heiratete Katharina von Carlowitz.
Wie sein Vater diente er zunächst in der preußischen Armee. Er war 1797 zuletzt Major im oberschlesischen Kürassierregiment Nr. 12. Nachdem sein Onkel Carl von Stechow 1798 ohne Nachkommen gestorben war, erbte er das Majorat Plawniowitz. Dazu gehörten auch einige kleine Kohlegruben. Ballestrem hat den Grubenbesitz durch neue Mutungen stark ausgebaut. Er besaß schließlich 30 Gruben, die 1821 in zwölf Betrieben zusammengefasst wurden. Verwalter war seit 1808 Karl Godulla. Dieser hat Ballestrem 1812 zum Bau einer Zinkhütte überredet. In Ruda wurde die Carlhütte errichtet. Mit fünfzehn Herden war sie 1821 die größte und modernste Anlage ihrer Art in Oberschlesien. Daneben hat Ballestrem auch seinen Grundbesitz durch den Erwerb mehrerer Dörfer ausgebaut. Nach seinem Tod übernahm sein Bruder Carl Ludwig von Ballestrem den Grundbesitz und die Betriebe. Godulla baute sein eigenes, noch größeres Kohleimperium auf.